# Clay megye (Missouri)
Clay megye az Amerikai Egyesült Államokban, azon belül Missouri államban található. Megyeszékhelye Liberty, legnagyobb városa Kansas City. Lakosainak száma 253 335 fő (2020. április 1.). Clay megye Clinton, Jackson, Platte, Ray és Wyandotte megyékkel határos.

## Népesség
A megye népességének változása:
| Lakosok száma | 222 687 | 225 111 | 227 639 | 230 473 | 235 637 | 253 335 |
|               | 2010    | 2011    | 2012    | 2013    | 2015    | 2020    |